# Sergio Noja Noseda
Sergio Noja Noseda (Pola, 7 luglio 1931 – Lesa, 31 gennaio 2008) è stato un dirigente d'azienda e arabista italiano.

## Biografia
Nacque a Pola, in Istria, da Ugo Noja e Rina Amati (detta Amabile), discendente di un'antica famiglia aristocratica arrivata in Italia dalla Spagna nel XVI secolo. Il padre era pilota dell'aviazione durante la seconda guerra mondiale, la madre invece un'imprenditrice. La sorella Sara, docente di diritto, sposerà Giorgio Pacifici.
Dopo le scuole superiori, Sergio Noja Noseda si laureò in Economia e Commercio presso l'università Bocconi di Milano.
Noja Noseda lavorò come dirigente d'azienda presso la Phillips Italia, fino a divenirne direttore generale, pur mantenendo un forte interesse per la cultura islamica. Apprese la lingua araba da monsignor Giovanni Galbiati, e venne nominato professore di Diritto islamico presso l'Università degli Studi di Torino, quindi professore di Lingua e Letteratura araba presso l'Università Cattolica del Sacro Cuore di Milano, dove tenne la cattedra per più di vent'anni. Si ritirò dall'insegnamento nel 2001; gli succedette Paolo Branca.
Sergio Noja Noseda morì in un incidente stradale a Lesa, dove abitava, nel 2008, a 76 anni. Stava lavorando con l'arabista francese François Déroche a un'edizione critica del Corano.

## Pubblicazioni
- L'Islàm e il suo Corano, Milano, Mondadori, 1988
- Catalogo dei manoscritti orientali della Biblioteca nazionale di Torino, Istituto Poligrafico dello Stato, 1990, ISBN 9788824030830
- L'Islam moderno: dalla conquista napoleonica dell'Egitto al ritiro dell'Armata Rossa dall'Afghanistan, Milano, Mondadori, 1990, ISBN 978-8804334309
- Sources de la transmission manuscrite du texte coranique: 1, Fondazione Noja Noseda, 1991, ISBN 978-8887281002
- L'Islàm dell'immobilismo: dalla caduta di Bagdàd allo sbarco di Napoleone in Egitto, 1258-1798, Milano, A. Mondadori, 1994
- L'Islam dell'espansione: dalla morte del Profeta all'invasione mongola, Milano, Mondadori, 1997
- Breve storia dei popoli arabi, Milano, A. Mondadori, 1997, ISBN 978-8804423096
- Maometto profeta dell'Islam, Milano, Mondadori, 2002
- Storia dei popoli dell'Islàm, Milano, A. Mondadori.